# Ernst Fast
Ernst Robert Efraim Fast (Stockholm, 1881. január 21. – 1959. október 26.) olimpiai bronzérmes svéd atléta, maratoni futó.

## Pályafutása
1899-ben megnyerte a svéd bajnokságot 10 000 méteren. Részt vett az 1900-as párizsi olimpiai játékokon, ahol a maratoni futás versenyszámában indult. Fast 3.37:14-es eredménnyel a harmadik helyen ért célba. Előtte a luxemburgi Michel Théato, és a francia Émile Champion végzett.